# Изложба корисника Фонда младих (1988)
Изложба корисника Фонда младих се одржала у периоду од 6. до 17. децембра 1988. године у Дому културе „Студентски град” у Новом Београду.

## Управни одбор
Управни одбор Фонда младих 1988—1989. су чинили:
- Дивна Јеленковић
- Небојша Радојев
- Никола Вукосављевић, председник
- Љубомир Иванковић
- Томислав Тодоровић
- Милош Мајсторовић
- Гордана Китак
- Лепосава Милошевић Сибиновић
- Гордана Поповић Васић
- Миланка Берберовић

## Излагачи
- Жарко Смиљанић
- Душица Жарковић
- Гордана Петровић
- Милан Томић
- Радомир Кнежевић
- Сабрина Максимовић
- Драган Боснић
- Маријана Гвозденовић
- Миодраг Млађовић
- Добрица Бисенић
- Мирослав Ђорђевић
- Дијана Кожовић
- Мирјана Крстевска Марић
- Јасмина Стојановић
- Биљана Шево
- Дејан Анђелковић
- Жељко Ђуровић
- Игор Степанчић
- Стојанка Ђорђић
- Биљана Пешић
- Дејана Вучковић
- Небојша Здравковић
- Слободан Кузмановић
- Катарина Шабан
- Перо Рајковић
- Мирослав Бабић
- Златко Вићентијевић
- Владимир Ћурчин
- Драган Влајић